# 日本海軍第六燃料廠
日本海軍第六燃料廠是二次大戰期間，日本海軍於台灣建立的燃料廠。主廠位於高雄州高雄市（今高雄市），另建有二支廠，分別是位於新竹州新竹市（今新竹市）的新竹支廠，以及位於台中州大甲郡清水街（今臺中市清水區）的新高支廠:250。本廠為日本海軍省軍需局為因應二戰期間日本燃料需求而興建的六座燃料廠之一:249，以高雄本部為精製部、新竹支廠為合成部、新高支廠為化成部:171，生產產品有多種汽油、輕重油、潤滑油、異辛烷，以及其所需原料等:198-251。
1944年10月美軍發動對台空襲時，第六燃料廠成為轟炸目標:266-269；戰後由中國石油公司接收相關設備，其中高雄總廠改為「高雄煉油廠」持續生產民生燃油與石化工業原料:275。目前位於高雄市楠梓區的中油宏南宏毅宿舍群和日本第六海軍燃料廠丁種官舍、位於新竹市的日本海軍第六燃料廠煉油廠遺存建築群，以及位於臺中市清水區的新高支廠宿舍區（原清水信義新村）皆為中華民國文化資產。

## 歷史

### 興建
1940年日本海軍省軍需局第出《第五軍備計畫》，規劃建立新的燃料廠，以應付二戰日益膨脹的燃料需求；1941年4月發佈的《海軍燃料廠令改正》中，正式確定六座燃料廠，前四座位於日本本土、第五燃料廠位於朝鮮半島的平壤，而第六燃料廠位於高雄:249。
1942年4月，日本海軍成立「台灣海軍燃料廠建設委員會」，廠長為海軍少將別府良三。廠長與建廠委員皆由四日市第二燃料廠的人員兼任，因此第六燃料廠的建廠模式大多依據二燃廠模式進行:249。
建廠過程中，也同步開始召募臺灣本地的儲備員工。募集人員要求國民學校以上學力，經體檢、測驗與口試，通過者進入工員養成所培訓:258。

### 遭受空襲
1944年10月起，美軍開始發動對台灣的空襲，六燃廠高雄廠亦為轟炸目標之一，但因日軍在周邊佈有多項防禦工事，降低了美軍投彈的精準度，使部分設施得以保留。六燃廠為應對空襲，在半屏山上開鑿洞窟，興建較為隱蔽的措施。同時也有將總部和部分設備自高雄廠遷往新竹支廠的規劃，但尚未完成遷廠，即因日本宣佈投降而停止所有運作:266-269。

### 戰後轉移
二次大戰終戰後，中華民國經濟部台灣區特派員辦公處下設「石油事業接管委員會」，1945年9月中旬派沈覲泰入廠；10月金開英委員長、李達海委員來台，10月20日起開始交接業務。日籍作業人員則在1946年1月至4月間陸續被集中遣返。6月1日，在上海新成立的「資源委員會中國石油公司」接管委員會接收任務，將六燃廠高雄總廠改名為「高雄煉油廠」，日後成為台灣民生燃油與下游工廠石化原料的供應來源:275。
新高支廠於1949年由空軍發動機製造廠與降落傘修製廠接收，原宿舍區增建後名為「信義新村」。新竹支廠於1954年由空軍工程聯隊接收並自建為眷舍，名為「忠貞新村」。

## 運作
第六海軍燃料廠正式運作後分為六個部門：總務部、會計部、醫務部、精製部、合成部、化成部。另在東京設有一派駐所（東京出張所）。六個部分中總務部、會計部、醫務部均設於高雄本部；而三個生產作業部門中，精製部也設於高雄本部、合成部設於新竹支廠、化成部設於新高支廠:171。

### 精製部
依據1942年7月的計畫，精製部的設備可製造異辛烷、航空汽油、潤滑油，以及提高汽油辛烷值。分為兩期進行，第一期工程於1944年5月5日開始運作，以生產航空汽油、潤滑油的裝置和原油蒸餾熱分解裝置為主，用於應付台灣、西南諸島、菲律賓和中國華中華南等地作戰所需；第二期工程則接續進行，補上接觸分解裝置、第二原油蒸餾熱分解裝置、合成潤滑內儲設備及其附帶設備:198。
到1945年8月中以前，精製部的產品計有航空汽油、普通汽油、石油、輕油、重油、航空潤滑油、普通潤滑油、潤滑脂與醚化酒精:215。

### 合成部
合成部1944年4月開始運作，製作異辛烷為主。新竹廠原訂計畫中，可以天然氣合成法及蔗糖醱酵兩種方式先生產出正丁醇，再製作成異辛烷。不過因戰爭因素，廠方取消了合成法製作正丁醇的計劃，只建設了醱酵裝置與蒸餾裝置，以醱酵法生產:222-224。1945年3月，丁醇發酵裝置全面改為生產乙醇，也連帶使得異辛烷製造計劃中止:231, 239。

### 化成部
化成部1942年原訂計畫將生產異辛烷與航空潤滑油，但後來僅執行了潤滑油的計畫。原希望自南洋各日本佔領地運送10萬噸原料乾椰子油來台，但受到美軍限制，最終只有數十噸成功運抵。1945年1月，新高分廠的榨油工廠完工，先後榨取椰子油、蓖麻油等:245-251。

## 後續發展
日本海軍第六燃料廠部分建物設施已被指定為文化資產加以保存，與之相關的文化資產有：日本第六海軍燃料廠丁種官舍（直轄市定古蹟）與中油宏南宏毅宿舍群（文化景觀）、日本海軍第六燃料廠煉油廠遺存建築群（歷史建築）。
中油宏南宏毅宿舍群位於高雄市楠梓區，原為六燃廠附屬眷舍，2015年8月被登錄為文化景觀。而其中位於宏毅一路5巷2號及4號的建築則於2014年7月29日先登錄為直轄市定古蹟，命名為「日本第六海軍燃料廠丁種官舍」。
日本海軍第六燃料廠煉油廠遺存建築群則位於新竹市，包括燃料廠房、大油槽、大廠房等建物，2014年8月登錄為歷史建築。

## 照片集

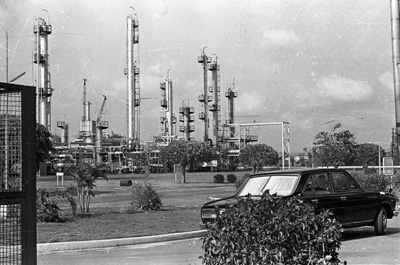
原為左營軍港之日本海軍第六燃料廠高雄總廠，後改作中油公司高雄煉油廠
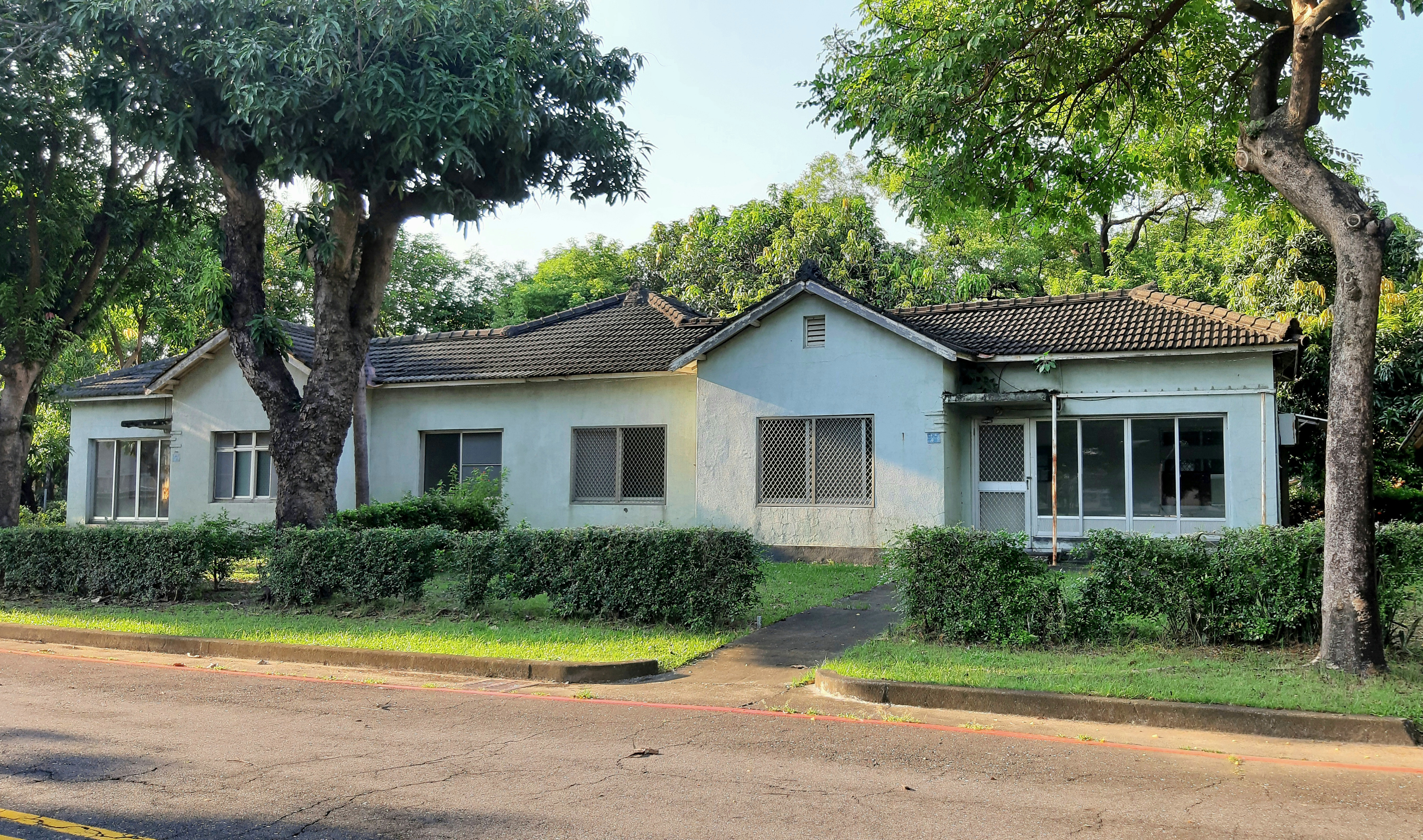
日本第六海軍燃料廠的中油宏南宿舍群（於高雄）
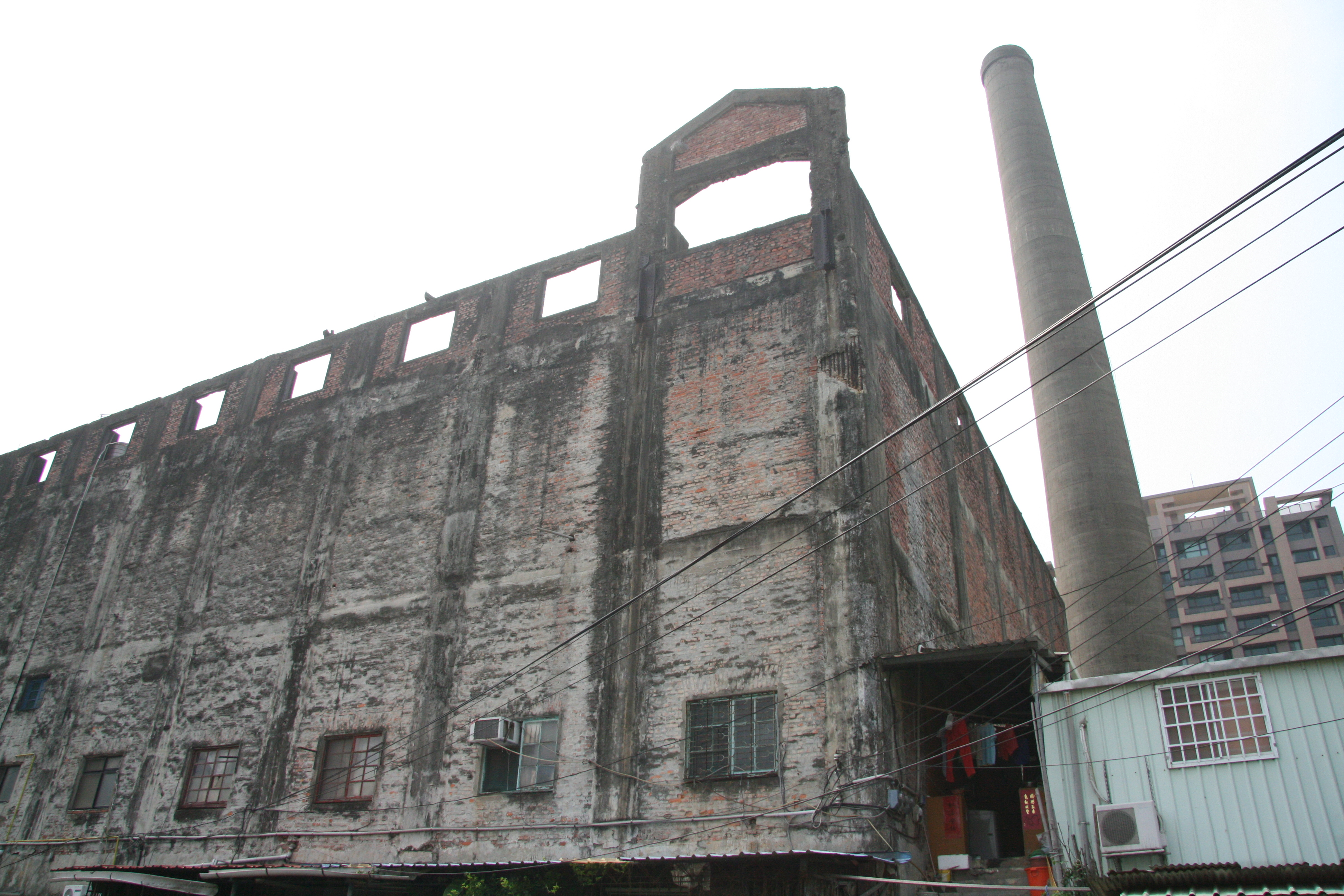
日本海軍第六燃料廠的新竹支廠
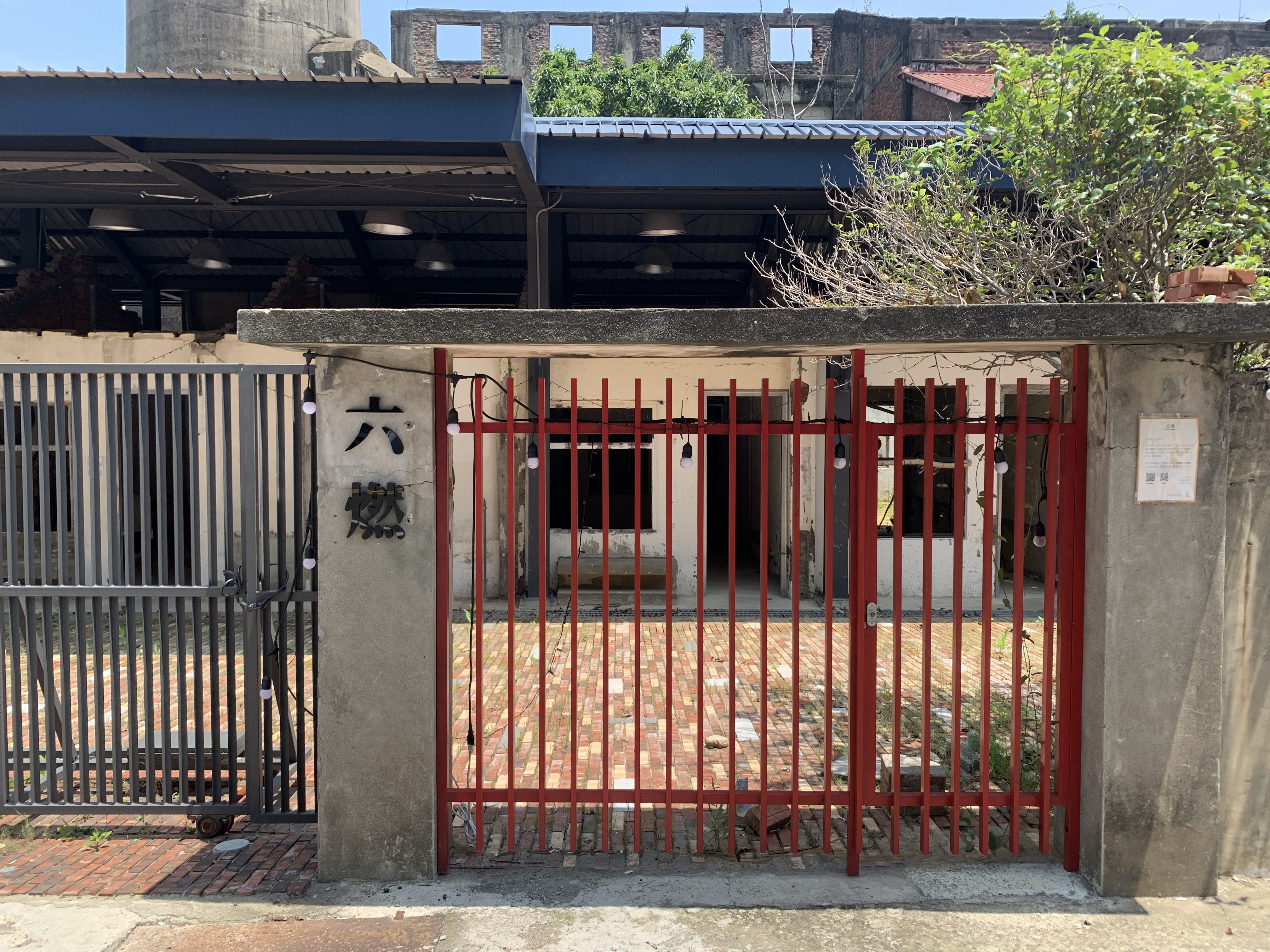
下忠貞新村與日本海軍第六燃料廠新竹支廠遺跡

### 腳註
1. 1 2 3 4 5 6 7 8 9  杜正宇. . 高雄市政府文化局. 2013-09. ISBN 9789865915902 （中文（臺灣））.
2. 1 2 3 4 5 6 7 8  林身振.林炳炎. . 春暉出版社. 2014-06.
3. 1 2  . 國家文化資產網. 中華民國文化部文化資產局.   [2021-10-16]. （原始内容存档于2018-01-20）.
4. 1 2  . 國家文化資產網. 中華民國文化部文化資產局.   [2021-10-16]. （原始内容存档于2019-01-17）.
5. 1 2 3  . 國家文化資產網. 中華民國文化部文化資產局.   [2021-10-16]. （原始内容存档于2019-05-21）.

### 文獻
- 新竹市文化局 文獻室  (第六海軍燃料廠廠史， 日文原版，駐新竹日本海軍第一艦隊司令部  大內一三軍官，新竹市文化局(2010))